# Brain Drain (album)
Brain Drain jedanaesti je studijski album od američkog punk rock sastava Ramones, koji izlazi u svibnju 1989.g. Ovo je posljednji album na kojemu sudjeluje u snimanju basista Dee Dee Ramone i posljednji studijski album koji objavljuje diskografska kuća Sire Records. Album sadrži singl skladbu "Pet Sematary", koju je napisao Stephen King za istoimeni film. Singl postaje veliki Ramonesov radio hit i jedna je od glavnih skladbi koje izvode na koncertima tijekom '90-ih.
Dee Dee u svojoj životopisnoj knjigi Lobotomy: Surviving the Ramones, piše:
Bilo je dosta teško snimati album Brain Drain, jer su se svi ljutili na mene i bili su agresivni prema meni, a ja sam se radi toga osjećao nelagodno u njihovoj blizini. Svi članovi sastava imali su raznih problema - sa ženama, novcem, ali i duševnih problema.

## Popis pjesama
1. "I Believe in Miracles" – 3:19 (Dee Dee Ramone, Daniel Rey)
2. "Zero Zero UFO" – 2:25 (Dee Dee Ramone, Daniel Rey)
3. "Don't Bust My Chops" – 2:28 (Dee Dee Ramone, Joey Ramone, Daniel Rey)
4. "Punishment Fits the Crime" – 3:05 (Dee Dee Ramone, Richie Stotts)
5. "All Screwed Up" – 3:59 (Joey Ramone, Andy Shernoff, Marky Ramone, Daniel Rey)
6. "Palisades Park" – 2:22 (Charles Barris)
7. "Pet Sematary" – 3:30 (Dee Dee Ramone, Daniel Rey)
8. "Learn to Listen" – 1:50 (Dee Dee Ramone, Johnny Ramone, Marky Ramone, Daniel Rey)
9. "Can't Get You Outta My Mind" – 3:21 (Joey Ramone)
10. "Ignorance Is Bliss" – 2:38 (Joey Ramone, Andy Shernoff)
11. "Come Back, Baby" – 4:01 (Joey Ramone)
12. "Merry Christmas (I Don't Want to Fight Tonight)" – 2:04 (Joey Ramone)
13. "Pet Sematary" (Bill Laswell version, bonus track on 2006 reissue)

## Izvođači
- Joey Ramone - prvi vokal
- Johnny Ramone - gitara
- Dee Dee Ramone - bas-gitara, prateći vokal
- Marky Ramone - bubnjevi

### Ostali izvođači
- Andy Shernoff - bas-gitara u skladbama "All Screwed Up", "Ignorance Is Bliss"

### Produkcija
- Jean Beauvoir - producent
- Bill Laswell - producent
- Daniel Rey - producent, glazbeni koordinator
- Gary "Muddbone" Cooper - asistent produkcije
- Mark Sidgwick - asistent produkcije
- Nicky Skopelitis - asistent produkcije
- Kim White - asistent produkcije
- Robert Musso - projekcija, miks
- Martin Bisi - asistent projekta
- Oz Fritz - asistent projekta
- Judy Kirschner - asistent projekta
- Robbie Norris - asistent projekta
- Jason Corsaro - miks
- Howard Weinberg - mastering
- George DuBose - umjetnički rad, koordinator
- Matt Mahurin - umjetnički rad

## Top lista
Album - Billboard (Sjeverna Amerika)
| Godina | Top ljestvica     | Mjesto |
| ------ | ----------------- | ------ |
| 1989.  | The Billboard 200 | #122   |

Singl - Billboard (Sjeverna Amerika)
| Godina | Singl          | Top ljestvica      | Mjesto |
| ------ | -------------- | ------------------ | ------ |
| 1989.  | "Pet Semetary" | Modern Rock Tracks | #4     |

## Vanjske poveznice
- discogs.com - Ramones - Brain Drain